# La segretaria privata
La segretaria privata és una pel·lícula italiana del 1931, el primer llargmetratge rodat per Goffredo Alessandrini.

## Trama
Una mecanògrafa provinciana busca feina a la ciutat i, gràcies a un uixer, troba feina en un banc de Roma. El cap de personal, frustrat en els seus "avenços", l'agafa amb recança. Però el director del banc, en no revelar la seva veritable identitat, aconsegueix conquerir-la.

## Repartiment
- Elsa Merlini: Elsa Lorenzi
- Nino Besozzi: el banquer Berri
- Sergio Tofano: l'uixer Otello
- Cesare Zoppetti: el cap de personal
- Ermanno Roveri
- Lamberto Picasso
- Umberto Sacripante
- Renato Malavasi
- Noemi Orsini
- Alfredo Martinelli
- Marisa Botti
- Augusto Bandini

## Comentari
Pel·lícula indicada per molts com a precursor del gènere "telèfons blancs", va ser el remake de Die Privatsekretärin, pel·lícula d'opereta rodada a Alemanya per Wilhelm Thiele que Alessandrini va haver d'acceptar. com la seva primera feina alhora que es rodaven les versions en anglès i francès. Alessandrini acabava de tornar a Itàlia després d'una llarga estada a Hollywood, on havia treballat com a director de doblatge a MGM.
Ni el director ni Merlini s'imaginaven el favor del públic que hauria obtingut aquesta pel·lícula, amb la cançó que va cantar l'actriu (Oh come son felice, felice, felice...) i el mite de la Ventafocs "actualitzat" als temps.

## Altres versions
La pel·lícula va tenir quatre versions, a més de la italiana: la versió alemanya (original), Die Privatsekretärin amb Renate Müller, francess (Dactylo, amb Marie Glory), anglesa (Sunshine Susie, con Renate Müller) i espanyola (Historia de una maquina de escribir).
El 1953 es va fer un remake a Alemanya, Die Privatsekretärin, dirigit per Paul Martin.

## La crítica
Rosario Assunto a Cinema el 25 de novembre 1940: "I les noies van tancar l'àlbum de moda i van posar el brodat al fons d'un calaix, van estudiar mecanografia, taquigrafía, informàtica, per entrar als bancs, a les oficines, a les empreses.
Vàlida per dissipar la malenconia d'un futur que s'entreveu com un esvaïment diari darrere d'una taula atapeïda d'objectes, la tornada d'Elsa Merlini (Oh come sono felice..felice..felice) va sonar com una promesa a les orelles d'aquestes Ventafocs..."